# Trey Lyles
Pour les articles homonymes, voir Trey et Lyles.
Trey Anthony Lyles, né le 5 novembre 1995 à Saskatoon au Canada, est un joueur américano-canadien de basket-ball. Il évolue au poste d'ailier fort voire de pivot.

## Biographie

### Carrière universitaire
Trey Lyles va au lycée d'Arsenal Tech à Indianapolis. Il remporte le titre avec son lycée lors de sa dernière année.
Il rejoint l'université du Kentucky en 2014 et l'équipe des Wildcats du Kentucky.
Il participe au Mcdonald All-American game 2014 avec l'équipe de l'Ouest au côté de Devin Booker, Emmanuel Mudiay, Kelly Oubre Jr. et Jahlil Okafor face à l'équipe de l'Est menée par Karl-Anthony Towns, Justise Winslow et D'Angelo Russell.
En avril 2015, il se déclare à la draft 2015 de la NBA.

### Carrière professionnelle

#### Jazz de l'Utah (2015-2017)
Trey Lyles est drafté en 2015 en 12e position par le Jazz de l'Utah.
Le 7 juillet 2015, il signe son premier contrat professionnel avec le Jazz. Il participe à la NBA Summer League 2015 avec la franchise de l'Utah.

#### Nuggets de Denver (2017-2019)
En juin 2017, il est envoyé aux Nuggets de Denver avec les droits de Tyler Lydon en échange des droits de Donovan Mitchell.

#### Spurs de San Antonio (2019-2021)
Le 12 juillet 2019, il s'engage pour deux saisons et 11 millions de dollars avec les Spurs de San Antonio.

#### Pistons de Détroit (août - fév.2022)
Le 6 août 2021, il s'engage pour deux saisons avec les Pistons de Détroit.

#### Kings de Sacramento (depuis fév.2022)
Le 10 février 2022, il est transféré aux Kings de Sacramento dans un échange à quatre équipes,.
À la suite d’une saison historique pour l’équipe finissant malheureusement par l’élimination en Playoffs 4-3 face aux Warriors de Golden State. 
Il émet son souhait de rester à Sacramento.
Le 7 juillet 2023, il revient à Sacramento pour 16 millions de dollars sur deux ans.

## Palmarès
- HS All-American (Second team) – USA Today (2014)
- Parade All-American (2014)
- McDonald's All-American (2014)
- Jordan Brand Classic (2014)
- Nike Hoop Summit (2014)
- Indiana Mr. Basketball (2014)
- Gatorade Indiana Boys Basketball Player of the Year (2014)
- First-team All-State (AP & IBCA/Subway) (2014)
- IHSAA Class 4A State champion (2014)

## Statistiques

### Universitaires
Les statistiques de Trey Lyles en matchs universitaires sont les suivantes :
| Saison    | Équipe   | Matchs | Titul. | Min./m | % Tir | % 3pts | % LF | Rbds/m. | Pass/m. | Int/m. | Ctr/m. | Pts/m. |
| --------- | -------- | ------ | ------ | ------ | ----- | ------ | ---- | ------- | ------- | ------ | ------ | ------ |
| 2014-2015 | Kentucky | 36     | 21     | 23,0   | 48,7  | 13,8   | 73,5 | 5,22    | 1,06    | 0,53   | 0,50   | 8,69   |
| Carrière  | Carrière | 36     | 21     | 23,0   | 48,7  | 13,8   | 73,5 | 5,22    | 1,06    | 0,53   | 0,50   | 8,69   |

### Professionnelles
gras = ses meilleures performances

### Saison régulière
| Saison    | Équipe      | Matchs | Titul. | Min./m | % Tir | % 3pts | % LF | Rbds/m. | Pass/m. | Int/m. | Ctr/m. | Pts/m. |
| --------- | ----------- | ------ | ------ | ------ | ----- | ------ | ---- | ------- | ------- | ------ | ------ | ------ |
| 2015-2016 | Utah        | 80     | 33     | 17,3   | 43,8  | 38,3   | 69,5 | 3,74    | 0,74    | 0,33   | 0,23   | 6,10   |
| 2016-2017 | Utah        | 71     | 4      | 16,3   | 36,2  | 31,9   | 72,2 | 3,31    | 0,97    | 0,37   | 0,28   | 6,20   |
| 2017-2018 | Denver      | 73     | 2      | 19,0   | 49,1  | 38,1   | 70,6 | 4,75    | 1,25    | 0,41   | 0,47   | 9,92   |
| 2018-2019 | Denver      | 64     | 2      | 17,5   | 41,8  | 25,5   | 69,8 | 3,84    | 1,36    | 0,47   | 0,36   | 8,53   |
| 2019-2020 | San Antonio | 63     | 53     | 20,2   | 44,6  | 38,7   | 73,3 | 5,73    | 1,10    | 0,44   | 0,44   | 6,41   |
| 2020-2021 | San Antonio | 23     | 9      | 15,6   | 47,8  | 35,0   | 65,2 | 3,70    | 0,60    | 0,30   | 0,00   | 5,00   |
| 2021-2022 | Détroit     | 51     | 3      | 19,4   | 45,6  | 30,1   | 78,4 | 4,78    | 1,14    | 0,43   | 0,51   | 10,43  |
| 2021-2022 | Sacramento  | 24     | 20     | 22,8   | 48,9  | 36,5   | 85,1 | 5,62    | 1,25    | 0,29   | 0,25   | 10,58  |
| 2022-2023 | Sacramento  | 74     | 0      | 16,9   | 45,8  | 36,3   | 81,5 | 4,05    | 0,89    | 0,36   | 0,42   | 7,59   |
| Carrière  | Carrière    | 523    | 126    | 18,1   | 44,3  | 34,2   | 74,9 | 4,31    | 1,04    | 0,39   | 0,36   | 7,77   |

Mise à jour le 13 octobre 2022

### Playoffs
| Saison   | Équipe   | Matchs | Titul. | Min./m | % Tir | % 3pts | % LF | Rbds/m. | Pass/m. | Int/m. | Ctr/m. | Pts/m. |
| -------- | -------- | ------ | ------ | ------ | ----- | ------ | ---- | ------- | ------- | ------ | ------ | ------ |
| 2017     | Utah     | 2      | 0      | 4,8    | 42,9  | 33,3   | 0,0  | 1,00    | 0,50    | 0,50   | 0,00   | 3,50   |
| 2019     | Denver   | 3      | 0      | 2,7    | 0,0   | 0,0    | 0,0  | 0,33    | 0,67    | 0,00   | 0,00   | 0,00   |
| Carrière | Carrière | 5      | 0      | 3,5    | 30,0  | 25,0   | 0,0  | 0,60    | 0,60    | 0,20   | 0,00   | 1,40   |

Mise à jour le 12 octobre 2020

## Records sur une rencontre en NBA
Les records personnels de Trey Lyles en NBA sont les suivants, :
| Type de statistique        | Saison régulière | Saison régulière          | Saison régulière | Playoffs | Playoffs                   | Playoffs      |
| Type de statistique        | Record           | Adversaire                | Date             | Record   | Adversaire                 | Date          |
| -------------------------- | ---------------- | ------------------------- | ---------------- | -------- | -------------------------- | ------------- |
| Points                     | 28               | @ Heat de Miami           | 23 décembre 2021 | 7        | @ Warriors de Golden State | 2 mai 2017    |
| Paniers marqués            | 10               | @ Thunder d'Oklahoma City | 28 février 2022  | 3        | @ Warriors de Golden State | 2 mai 2017    |
| Paniers tentés             | 18               | @ Celtics de Boston       | 29 février 2016  | 4        | @ Warriors de Golden State | 2 mai 2017    |
| Paniers à 3 points réussis | 5                | 2 fois                    | 2 fois           | 1        | @ Warriors de Golden State | 2 mai 2017    |
| Paniers à 3 points tentés  | 8                | 7 fois                    | 7 fois           | 2        | @ Warriors de Golden State | 2 mai 2017    |
| Lancers francs réussis     | 11               | @ Heat de Miami           | 23 décembre 2021 | -        | -                          | -             |
| Lancers francs tentés      | 13               | Suns de Phoenix           | 16 janvier 2022  | -        | -                          | -             |
| Rebonds offensifs          | 5                | 3 fois                    | 3 fois           | 1        | @ Spurs de San Antonio     | 25 avril 2019 |
| Rebonds défensifs          | 14               | @ Magic d'Orlando         | 26 mars 2022     | 1        | 2 fois                     | 2 fois        |
| Rebonds totaux             | 18               | @ Magic d'Orlando         | 26 mars 2022     | 1        | 3 fois                     | 3 fois        |
| Passes décisives           | 5                | 2 fois                    | 2 fois           | 2        | @ Spurs de San Antonio     | 18 avril 2019 |
| Interceptions              | 5                | @ Lakers de Los Angeles   | 13 avril 2016    | 1        | @ Warriors de Golden State | 2 mai 2017    |
| Contres                    | 4                | 2 fois                    | 2 fois           | -        | -                          | -             |
| Balles perdues             | 6                | Suns de Phoenix           | 20 octobre 2018  | 1        | @ Warriors de Golden State | 2 mai 2017    |
| Minutes jouées             | 41               | @ Cavaliers de Cleveland  | 8 mars 2020      | 6        | @ Warriors de Golden State | 2 mai 2017    |

- Double-double : 17
- Triple-double : 0

Dernière mise à jour : 18 novembre 2024